# 二泉映月
二泉映月是阿炳的代表作，为著名的二胡曲。二泉之名來自於人稱“天下第二泉”的無錫惠山的惠泉，即阿炳經常賣藝的地方。

## 歷史
阿炳在街頭賣藝期間，時常隨心創作一些曲，沒有名目，鄉人稱之爲“依心曲”。1950年，當中央音樂學院的楊蔭瀏教授爲其錄音時，衆人商議以“二泉映月”爲題爲此曲命名。二泉之名來自於人稱“天下第二泉”的無錫惠山的惠泉，這是阿炳經常賣藝的地方。紧邻此泉一侧的“寄畅园”，是阿炳生母所在的秦府；另一侧是"华孝子祠"，而阿炳原名华彦钧，系属无锡东亭华姓的一大族群。
文化大革命期间，《二泉映月》被作为一个“封资修”（封建主义、资本主义和修正主义）的东西被批判，其作者阿炳的墓地也被毁。文革结束，《二泉映月》才开始真正的广泛传播。1978年起，知名指挥家小泽征尔多次访华，曾指挥中国中央交响乐团、美国波士顿交响乐团演奏《二泉映月》。

## 樂曲
該曲主題共分三個樂句，首句柔和舒緩，次句短小激蕩，三句柔中帶剛，表現心中無限悲涼。全曲採用變奏曲形式，主要是G徵调式，將主題變奏五次，逐漸推入高潮。阿炳在演奏中大量使用綽、注，配合二胡的音色，如泣如訴。

## 评价
小泽征尔：如果我听了这次演奏，我昨天绝对不敢指挥这个曲目，因为我并没有理解这首音乐，因此，我没有资格指挥这个曲目……这种音乐只应跪下来听。

## 外部連結
- 華彥鈞，二泉映月
- 《二泉映月》既沒有“泉”也沒有“月”——淺談音樂欣賞中的誤區（页面存档备份，存于）